# Ennucula agujana
Ennucula agujana – gatunek małża należącego do podgromady pierwoskrzelnych.
Występuje na głębokości  około 1900 metrów. Są rozdzielnopłciowe, bez zaznaczonych różnic płciowych w budowie muszli. Odżywiają się planktonem oraz detrytusem.
Występuje w Peru.